# Peter Barcaba

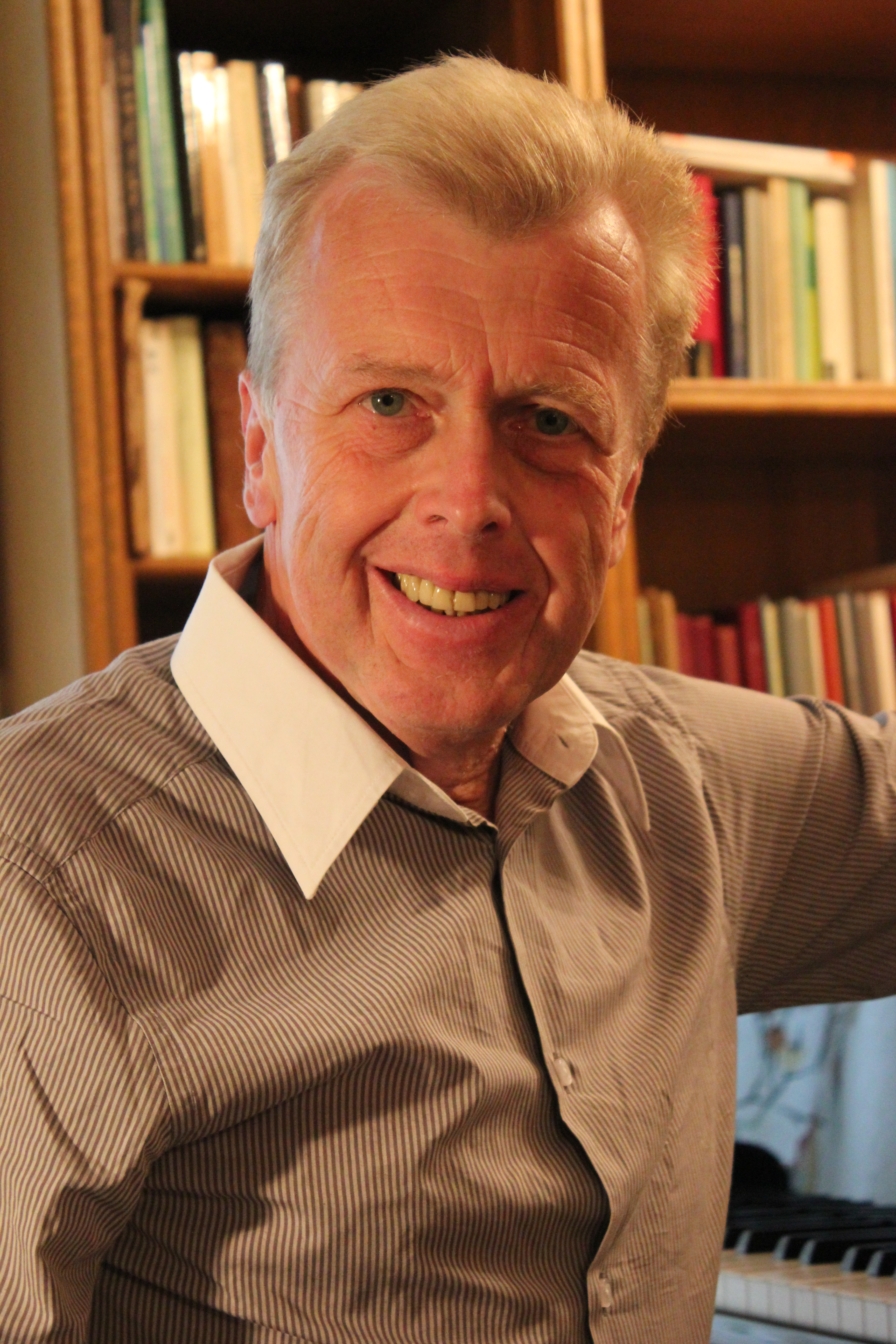
Peter Barcaba (2012)

Peter Barcaba (* 3. Oktober 1947 in Wien; † 19. September 2017) war ein österreichischer Komponist und Pianist.

## Leben
Peter Barcaba erhielt seine pianistische Ausbildung bei Doris Leischner und Bruno Seidlhofer in Wien, Ludwik Stefanski in Warschau und Conrad Hanssen in Detmold. Des Weiteren studierte er Komposition bei Alfred Uhl sowie Dirigieren bei Hans Swarowsky. Als Pianist absolvierte er neben Solokonzerten hauptsächlich Auftritte als Kammermusiker und Liedbegleiter, unter anderem als langjähriges Mitglied der Kammermusikvereinigung Wien, mit der er Konzerte in ganz Europa bestritt. Außerdem dirigierte er mehrere Kammerorchester, darunter das Ensemble Wienklang, das Kammerorchester Krems sowie das Sonyc Orchestra New York.
Als Komponist widmete sich Barcaba allen Gattungen: Er schrieb Solowerke für Klavier und Viola, viele Kammermusikwerke, Liederzyklen, religiöse Werke für Chor, Soli und Orchester und Solokonzerte. Viele seiner Werke wurden im „Neuen Künstlerforum“ in Wien sowie bei internationalen Festivals als Auftragswerke (Schleswig-Holstein, Aurich, Ottawa, New York, Seoul, …) uraufgeführt.
Peter Barcaba hatte bis zum Jahr 2013 eine Klavierprofessur an der Universität für Musik und darstellende Kunst Wien inne und förderte dort auch viele junge Kammermusikensembles. Er setzte sich darüber hinaus für die Interpretation nach Heinrich Schenker ein.

## Kompositionen
- Solowerke
  - Fantasie für Viola solo Op. 4
  - Variationen über ein Thema von Ph. E. Bach für Klavier Op. 31
  - Fantasie für Klavier solo Op. 35a
- Kammermusik
  - Sonate für Violoncello und Klavier Op. 16
  - Passacaglia für Violine und Klavier Op. 20
  - Sonatine für Violine und Klavier Op. 23
  - Sonate für 2 Klaviere Op. 38
  - Capriccio für Flöte und Klavier Op. 43
  - Trio für Klarinette, Violine und Klavier Op. 7
  - Variationen über ein Thema aus Don Pasquale für Violine, Viola und Klavier Op. 14
  - Trio für Violine, Violoncello und Klavier Op. 28
  - Trio für Violine, Violoncello und Klavier Op. 40
  - Streichquartett Op. 22 (Mariä Flucht)
  - Streichquartett Op. 44
  - Streichsextett Op. 12
- Orchesterwerke
  - Divertimento f. Orchester Op. 6
  - Klezmer-Serenade f. Streichorchester Op. 18
  - Capriccio für Klavier und Orchester Op. 27
  - Rhapsodie für Orchester Op. 29
  - Ballade für Orchester Op. 46
- Konzerte
  - Konzert für Marimba und Streichorchester Op. 33
  - Konzert für Sopransaxofon und Orchester Op. 37
- Lieder
  - Op. 11 (Singstimme, Horn, Klavier)
  - Zyklen Op. 24, 26, 30 Singstimme, Klavier
  - einzeln: Op. 34 Singstimme, Klavier
  - Hohelied (A.T.) Op. 45 Singstimme, Streichquartett
- Chorwerke
  - 3 Motetten für gemischten Chor Op. 39
  - Motette "Im Anfang war das Wort" für gemischten Chor Op. 41
- Geistliche Werke
  - Lieder nach Visionen v. Joa Bolendas (Singstimme, Klavier) Op. 1
  - Gloria für Chor und Orchester Op. 5
  - Getsemaneh für Soli, Chor und Orchester Op. 9
  - Schöpfungsgebet für Streichquartett und Singstimme Op. 17
  - Abendmahl für Solostimmen und Orchester Op. 21
  - Jesu Geburt (gem. Chor, 2 Flöten, 2 Marimbas, Orgel) Op. 32
  - Passionsgesänge (1–2 Solostimmen, Klavier) Op. 36